# Южное Бутово (телепередача)
«Ю́жное Бу́тово» — импровизационное телешоу; российский аналог немецкой программы Schillerstraße. Впервые вышло в эфир 13 сентября 2009 года на «Первом канале»; последний выпуск вышел 19 сентября 2010 года.
Время выхода в эфир — 23:00, день выхода — воскресенье (исключение составил 10-й выпуск — вышел в понедельник).

## Описание
Южное Бутово — район Москвы, место обитания двух приезжих братьев, Сергея Светлакова и Дмитрия Брекоткина. Сергей — старший брат. Приехал покорять Москву и строго верит: кто много работает — тот молодец. Дмитрий — полная противоположность старшего брата. Заехав «погостить на пару дней» к Сергею, он не может уехать от него уже целый год. С братьями случаются нелепые истории, в которых замешаны: их соседки Вера Брежнева и Алиса Гребенщикова, друзья Тимур Родригез и Тимур Батрутдинов, хозяйка квартиры Анастасия Шунина-Махонина и «случайные» гости Ксения Собчак, Гарик Мартиросян, Жанна Фриске и Тигран Кеосаян.
Суть сюжета каждой передачи задаёт модератор (Руслан Сорокин) — персонажи до начала действия не в курсе его. Модератор в каждом из эпизодов задаёт тему каждому персонажу, и актёр должен сразу же исполнить её путём импровизации.
Концепция шоу была разработана немецкой фирмой «Hurricane Fernsehproduktion GmbH». Оригинальное шоу транслируется в Германии с 2004 года под названием «Schillerstraße» (рус. Улица Шиллера) на канале «Sat1». «Южное Бутово» является второй российской программой, основанной на формате «Schillerstraße», до этого на «РЕН ТВ» выходило шоу «Улица Гоголя». По мнению продюсера Александра Цекало, главными ошибками предшественника были несмешные задания модератора, которые не давали актёрам возможности совершать яркие и интересные действия, а также собственно отсутствие слаженного актёрского коллектива, в связи с чем создатели шоу «Южное Бутово» ориентировались на опыт итальянской версии проекта.

### Отличия от немецкой версии
Идея немецкой версии была сымитировать обстановку мексиканского телесериала, где известна только тема сюжета. Актёры, как постоянные, так и приглашённые, стараются не выходить из образа. Модератор своими командами направляет сюжет и только иногда отдаёт чисто смешные команды, чтобы разрядить обстановку или тупиковую ситуацию.
В российской версии тема сценок не соблюдается, хотя формально декларируется. Светлаков и Брекоткин постоянно заигрывают с залом и ведущим, подчёркивая несерьёзность ситуации, и не пытаются выдерживать заданный образ. В промежутках между командами, отдаваемыми модератором, действие отсутствует. Когда команда подана, те, кто её не получил, не участвуют в действии.

## В главных ролях
Участники постоянной группы шоу:
- Сергей Светлаков — главный герой. Человек, который приехал покорять Москву, снимает квартиру в Южном Бутове
- Дмитрий Брекоткин — главный герой. Двоюродный брат Сергея

Остальные актёры играют различных персонажей, однако за некоторыми сохранились постоянные роли.
- Тимур Батрутдинов — всегда разный персонаж
- Вера Брежнева — соседка (в 16 выпуске — секретарша)
- Андрей Рожков — всегда разный персонаж
- Анастасия Шунина-Махонина — хозяйка квартиры
- Юлия Тимонина — всегда разный персонаж
- Степан Абрамов — всегда разный персонаж
- Тимур Родригез — всегда разный персонаж
- Алиса Гребенщикова — всегда разный персонаж
- Гарик Харламов — всегда разный персонаж

## Гости
В передаче задействовано постоянное количество актёров, к штатной труппе каждый раз будет добавляться ещё и гость — приглашенная звезда. Среди них побывали:
- Ксения Собчак — новая девушка Сергея (13 сентября 2009)
- Гарик Мартиросян — успешный телепродюсер (20 сентября 2009)
- Жанна Фриске — ещё более новая девушка Сергея (27 сентября 2009)
- Тигран Кеосаян — ревнивый жених беременной незнакомки Насти (11 октября 2009)
- Сати Казанова — одноклассница Сергея и Дмитрия по прозвищу «Дурнушка» (10 января 2010)
- Александр Цекало — отец подруги Дмитрия (31 января 2010)
- Михаил Шац — отец Сергея (14 марта 2010)
- Татьяна Лазарева — мать Сергея (14 марта 2010)
- Василий Уткин — телемастер (14 марта 2010)
- Иван Ургант — друг Веры (4 апреля 2010)
- Филипп Киркоров — заложник (25 апреля 2010)
- Тимофей Мозгов — сын Дмитрия (25 апреля 2010)
- Игорь Верник — друг Юлии (10 мая 2010)
- Jukebox Trio — уличные музыканты (16 мая 2010)
- Альбина Джанабаева — подруга Веры (16 мая 2010)
- Надежда Мейхер — подруга Веры (16 мая 2010)
- Дмитрий Соколов — рабочий, которого Дмитрий пригласил жить с ним (16 мая 2010)
- Александр Пушной — разносчик пиццы. Примечательно, что в конце истории, в которой он участвовал, он спел песню «Южное Бутово», написанную им самим. (4 июля 2010)
- Анфиса Чехова — стюардесса (4 июля 2010)
- Леонид Ярмольник — английский лорд (29 августа 2010)
- Наталья Мальцева — в роли самой себя (5 сентября 2010)
- Доминик Джокер — в роли самого себя (19 сентября 2010)
- Гоша Куценко — завсегдатай клуба (19 сентября 2010)

## Список серий
| № серии | Миниатюры                                      | Приглашённые знаменитости                                                      | Дата премьеры         |
| ------- | ---------------------------------------------- | ------------------------------------------------------------------------------ | --------------------- |
| 01      | «Финансовый кризис» и «Романтическое свидание» | Ксения Собчак                                                                  | 13 сентября 2009 года |
| 02      | «На рыбалку» и «Домашнее телевидение»          | Гарик Мартиросян                                                               | 20 сентября 2009 года |
| 03      | «Забытый день рождения» и «Фитнес»             | Жанна Фриске                                                                   | 27 сентября 2009 года |
| 04      | «Мыши» и «Немножко беременна»                  | Тигран Кеосаян                                                                 | 11 октября 2009 года  |
| 05      | «Встреча одноклассников» и «Военные сборы»     | Сати Казанова                                                                  | 10 января 2010 года   |
| 06      | «Без воды» и «Невеста»                         | Александр Цекало                                                               | 31 января 2010 года   |
| 07      | «Приезд родителей» и «Спорт»                   | Михаил Шац, Татьяна Лазарева, Василий Уткин                                    | 14 марта 2010 года    |
| 08      | «Болезнь» и «Любовь»                           | Иван Ургант                                                                    | 4 апреля 2010 года    |
| 09      | «Внебрачный сын» и «После охоты»               | Филипп Киркоров, Тимофей Мозгов                                                | 25 апреля 2010 года   |
| 10      | «Авария» и «Кино»                              | Игорь Верник                                                                   | 10 мая 2010 года      |
| 11      | «Продюсеры» и «Гастарбайтеры»                  | «Jukebox Trio», Альбина Джанабаева, Надежда Мейхер-Грановская, Дмитрий Соколов | 16 мая 2010 года      |
| 12      | «Журналист» и «Ограбление соседа»              |                                                                                | 30 мая 2010 года      |
| 13      | «Шоу-бизнес» и «Аэрофобия»                     | Александр Пушной, Анфиса Чехова                                                | 4 июля 2010 года      |
| 14      | «Пиццерия» и «Английский лорд»                 | Леонид Ярмольник                                                               | 29 августа 2010 года  |
| 15      | «Ремонт» и «Спиритический салон»               | Наталья Мальцева                                                               | 5 сентября 2010 года  |
| 16      | «Хорошая работа» и «Клуб»                      | Доминик Джокер, Гоша Куценко                                                   | 19 сентября 2010 года |

## Начальная тема
18 июня 2009 года в дневнике Александра Пушного появилась следующая запись:
Бачило А. и А. Пушной представляют… Новая песня «Южное Бутово» 

Для одноимённой ТВ-программы на Первом. 

Слушаем… высказываемся… 

P.S. В телеке будут петь по очереди разные исполнители, дабы разнообразить картину…

## Критика
«И в первый раз „Южное Бутово“ вызвало восторг и полнейшее ощущение, что наконец-то появилось что-то живое. Во второй — смотреть было интересно, а в третий — уже стало скучно. Оказалось, что никакого движения вперёд в шоу нет, а без сюжета-каркаса даже самые гениальные импровизации повисают в воздухе.
Программа свелась к тому, что модератор-ведущий говорит Светлакову: „Покажи чайник!“. Тот показывает. „Брекоткин, покажи утюг“. Показывает утюг. „А теперь пусть чайник поговорит с утюгом“. Чайник и утюг разговаривают.
Мне очень нравилось то, что делали в КВН и за его пределами породившие Светлакова с Брекоткиным „Уральские пельмени“. Я был уверен, что невостребованность Брекоткина в нашем телеящике — большая для этого ящика потеря. Мне, наконец, нравится, как эти парни показывают утюги, чайники и вообще любые предметы быта! Но когда чайник вступает в диалог с утюгом в десятый раз, не то что Светлаков с Брекоткиным, Джим Керри с Геннадием Хазановым наскучат.
В „Слава Богу, ты пришёл!“ на одну удачную шутку импровизирующего приходится пять шуток создающих фон актёров. В „Южном Бутово“ всё свалили на участников, мол, они таланты, они вывезут. А везти-то им и некуда. Поэтому мне кажется, я уже сейчас знаю, что покажут в „Южном Бутово“ в ближайшее воскресенье».
— «Про „чайник сказал утюгу“ я больше смотреть не могу!», «Комсомольская правда» от 2 октября 2009 г.

## Закрытие
Шоу «Южное Бутово», по мнению сценариста программы «Большая разница» Константина Ворончихина, было закрыто вопреки высоким рейтингам:

«„Южное Бутово“ собирало хорошие цифры, но были сложности с договорённостью с ТНТ насчёт Светлакова, и была компания „Красный квадрат“, которая хотела встать на это рейтинговое время со своим продуктом. „Бутово“ снимала „Среда“. Для этого „Красный квадрат“ придумали и родили полумёртвым „Йестэдэй лайв“…»